# 飾磨
飾磨（日语：／*/?）是日本兵庫縣中核市的姬路市的一個地區。該區總戶數25,472户，總人數61,816(2010)。

## 外部連結
- イオンモール姫路リバーシティー （页面存档备份，存于）
- 山陽特殊製鋼 （页面存档备份，存于）
- 飾磨海運 （页面存档备份，存于）
- 播磨英賀城 （页面存档备份，存于）
- 飾磨の郷愁風景，存于